# Todo modo
A Todo modo Elio Petri olasz filmrendező 1976-ban bemutatott filmje, groteszk, szürreális politikai thrillere Leonardo Sciascia azonos, magyarul először 1974-ben Célok és eszközök címmel megjelent kisregénye alapján Gian Maria Volonté és Marcello Mastroianni főszereplésével. A klasszikus olasz politikai krimik egyike.
A történet szerint Olaszországban halálos járvány pusztít, amikor az évtizedek óta folyamatosan kormányzó kereszténydemokrata párt politikusai és vezetői az esedékes lelki gyakorlatra gyülekeznek a föld alatt létesített, kolostorszerű Zafer szállodában. A lelki gyakorlat vezetője Don Gaetano (Marcello Mastroianni) egy jezsuita pap, aki a párton belüli kapcsolatai révén egyfajta szürke eminenciás szerepbe került elsősorban a pártelnökhöz (Gian Maria Volonté) fűződő baráti kapcsolatának kihasználásával.
A film forgatásának ideje alatt zajlott a P2 ügy egyik kezdeti vizsgálata, és szürreális végére érdekes fényt vet Aldo Moro két évvel később bekövetkezett halála és az azóta előkerült dokumentumok a halálához vezető manipulációkról és intrikákról a kereszténydemokrata párt berkeiben. Az elmúlt évtizedekben pedig visszamenőleg számos korrupciós, maffia, politikai gyilkossági és egyéb illegális tevékenységgel összefüggő ügyre derült fény.
Sokak szerint azonban a film így visszamenőlegesen súlyosan kegyeletsértőnek tekinthető. Mások szerint a főként Aldo Moro gesztusait, személyiségét felidézni szándékozott karakterrel ellentétben Moro nem töltött be a filmben ábrázolt szerepet az olasz politikai életben illetve a kereszténydemokrata párton belül. Talán ezért is mellőzték a filmet mindezek megdöbbentő művészi ábrázolása ellenére hosszú időn keresztül.
A filmet 2014-ben a Bolognai Filmkönyvtár és a torinói Nemzeti Filmmúzeum restaurálta.
Petri alkotásának évében mutatták be szintén a Leonardo Sciascia regényéből készült másik emlékezetes politikai krimit, a  Francesco Rosi rendezésében készült Kiváló holttestek (Cadaveri eccellenti) című filmjét.

## Szereplők
- M., az elnök – Gian Maria Volonté (Szabó Ottó)
- Don Gaetano – Marcello Mastroianni (Mécs Károly)
- Giacinta, M. felesége – Mariangela Melato (Andai Györgyi)
- Dr. Scalambri vizsgálóbíró – Renato Salvatori (Láng József)
- Voltrano – Ciccio Ingrassia (Tyll Attila)
- Ő – Michel Piccoli (Bodor Tibor)
- M. sofőrje – Franco Citti
- Arras, rendőrkapitány-helyettes – Cesare Gelli (Inke László)
- Főszakács – Tino Scotti (Kézdy György)
- Capra-Profiri – Adriano Amidei Migliano (Fülöp Zsigmond)
- Ventre – Giancarlo Badessi
- Franco Lombo – Mario Bartoli (Szokolay Ottó)
- Fiatal pap – Nino Costa (Balázs Péter)
- TV-bemondó – Guerrino Crivello (Gálvölgyi János)
- Saccà – Marcello Di Falco (Konrád Antal)
- Bastante – Giulio Donnini
- Restrero – Aldo Farina
- Martellini – Giuseppe Leone
- Michelozzi – Renato Malavasi
- Beccarisi bíboros – Riccardo Mangano (Bálint György)
- Caprarozza – Piero Mazzinghi (Versényi László)
- Mozio – Lino Murolo (Horkai János)
- Schiavò – Piero Nuti (Velenczey István)
- Id. Lombo – Loris Pereira Lopez
- Lomazzo – Riccardo Satta
- Aldo Lombo szenátor – Luigi Uzzo (Kautzky József)
- Caudo szenátor – Luigi Zerbinati (Csákányi László )

## A történet
Miközben országszerte halálos járvány szedi áldozatait, a rendkívüli intézkedések közepedte a kormánypárt, a kereszténydemokrata párt politikusai, vezetői, miniszterei és az olasz társadalom hozzájuk kötődő néhány vezető személyisége, bankár, újságíró, gazdasági vezető az évente esedékes három napos lelki gyakorlatra érkezik a Zafer szállodába. Várnak néhány egyházi méltóságot, és jelezte érkezését „Ő” is, a kereszténydemokrácia általános tisztelettel övezett személyisége (Michel Piccoli). A párt elnöke, M. (Gian Maria Volonté) a szigorúan férfiak épülésére szánt alkalomra becsempészte feleségét, Giacintát is. A különleges, föld alatti, modern, de rendkívül puritán, csupasz beton, kifejezetten lelki gyakorlatokra épült kolostor vagy inkább bunkerszerű szálloda a nevét onnan kapta, hogy a legalsó szinten a Zafer katakombákhoz csatlakozik. A lelki gyakorlatok központi része Don Gaetano (Marcello Mastroianni) szentbeszédei és erkölcsi útmutatásai lennének, de a párt különböző frakcióihoz tartozó politikusai és más hatalmasságok egymással vádaskodnak, veszekednek, intrikálnak és szervezkednek. M., a pártelnök próbálja elsimítgatni az ellentéteket. Ám a zárt szállóban rejtélyes, kegyetlen gyilkosságsorozat veszi kezdetét. A szállodába érkezik Dr. Scalambri vizsgálóbíró (Renato Salvatori), de nem képes sem  leleplezni, sem megfékezni a gyilkost. A képviselők és egyéb vendégek próbálnak összefüggést találni, milyen szempontok szerint választja ki a gyilkos a soron következő áldozatát. Végül egy ponton végképp pánikba esnek és menekülőre fogják. M. is utánuk ered, de a parkban találja valamennyiüket legyilkolva rengeteg szétszórt kompromittáló dokumentum és magnetofonszalagok között. Megpróbálja kiválogatni és összeszedegetni a legkomromittálóbb anyagokat, de a végzet őt is utoléri.

## Filmzene
Daniele Senatore producer a film zenéjének elkészítésével Charles Mingust akarta megbízni. Petri azonban nem akart részleteket megmutatni a filmből, de végül engednie kellett. A zenész által elkészített előzetes anyagot megmutatták Renzo Arbore-nak, aki akkoriban a Giacintát alakító Mariangela Melato élettársa volt. Ő azt állította, hogy az anyag „gagyi”: Mingus korábban elvetett, fel nem használt motívumaiból komponálta össze, és egyáltalán nem illik a film hangulatához. Ezután vették fel a kapcsolatot Ennio Morricone-val, aki megbízása után pár nappal jelentkezett Petri elképzelésének megfelelően Olivier Messiaen szerzeményei által inspirált zenéjének első változatával.

## Érdekességek
- A világtól elzárt Zafer szálló és az odakint tomboló járvány a Dekameront illetve Poe A Vörös Halál álarca című novelláját idézi. Mások Agatha Christie Tíz kicsi négerével illetve a belőle készült filmmel való hasonlóságot szokták kiemelni.
- Róma alatt több katakombarendszert fedeztek fel vagy ismertek már az ókor óta, amelyeket főként keresztények és zsidók használtak temetkezésre, illetve az üldöztetések idején szertartási célokra is, vagy egyszerűen rejtőzködéshez. Ilyen katakombarendszerbe vezet Mussolini háza, a Villa Torlonia alá a háború alatt épített hatalmas beton óvóhely egyik kijárata is. A film néhány utalása, karaktere, ábrázolása a kort átélt olaszok számára se volt teljesen világos. Így itt sem derült ki, hogy ennek van-e szimbolikus jelentősége vagy puszta véletlenről van szó.
- A kereszténydemokrata párt és holdudvara körüli korrupciót és visszaélések sorát később a P2 botrány kapcsán leplezték le részlegesen. És számos egyéb politikai bűncselekményre, politikai gyilkosságokra, korrupciós ügyekre, a maffiával és terrorszervezetekkel, fasisztákkal való együttműködésre derült fény az elmúlt évtizedekben.
- A cím (~Minden eszközzel) egy Loyolai Szent Ignác idézet első szavai: Todo modo para buscar la voluntad divina azaz Minden eszközzel kutasd a világban Isten akaratát. De címként nem nyilvánvaló, hogy a hatalom megtartására utal minden eszközzel, a hatalomból való eltávolításuk szükségességére, vagy másra. A címet a kisregény első magyar fordítója, Pődör László Célok és eszközökre változtatta.
- Bár már a cím is érdekesen emlékeztet Aldo Moro nevére, és Gian Maria Volonté hosszasan tanulmányozta Aldo Moro gesztusait, mozdulatait, személyiségét, ennek ellenére M. nem csupán Moro alakjából, hanem több személy vonásainak egyesítéséből született. Az első napok felvételeit egyébként éppen azért kellett újra venni, mert azok túlságosan Morora emlékeztettek.
- Gian Maria Volonté később eljátszotta nevesítve is Aldo Moro-t az elrablásáról és meggyilkolásáról szóló 1986-os, szintén Leonardo Sciascia regényéből készült Il Caso Moro (~A Moro-ügy) című filmben, amit Moroval kapcsolatos álláspontjának megváltozásaként lehet értelmezni.
- Érdekes szürreális hatást keltenek a helyszínen kívül egyéb motívumok, például az élethű, itt-ott feltűnő, így életre kelteknek tűnő szobrok.
- Szabó Ottó az 1979-es debreceni XII. Szinkronfilmszemlén a legjobb férfi szinkronalakítás díját kapta a Todo Modo szinkronjában játszott szerepéért.

## Díjak
- 1976 – Ezüst Szalag díj

A legjobb férfi mellékszereplő – Ciccio Ingrassia
- 1976 – Golden Globe-díj

legjobb színésznő – Mariangela Melato
legjobb színész – Marcello Mastroianni
- 1976 – Grolla d'oro díj (Arany Serleg)

legjobb színésznő – Mariangela Melato
legjobb színész – Marcello Mastroianni

## Könyv
- Leonardo Sciascia: Célok és eszközök, fordította: Pődör László (Todo modo, 1974) In. Célok és eszközök (három kisregény), Magvető, Budapest, 1979, 346 oldal, ISBN 9632708814
- Leonardo Sciascia: Todo modo (fordította: Lőrinczi László) In. Majorana eltűnése – három kisregény, Kriterion, Bukarest, 1982, 281 oldal, Lektúra sorozat